# Canadas generalguvernør
Canadas generalguvernør (engelsk: Governor General, fransk: Gouverneur général) er den canadiske monarks repræsentant. 16 af landene i Commonwealth of Nations har fælles monark, for tiden kong Charles III, og Canada er et af disse lande. Som kongens vicekonge betragtes generalguvernøren de facto som Canadas statsoverhoved. Generalguvernøren er ved privilegiebrev fra 1947 øverstkommanderende over Canadas militære styrker i kongens navn.
Da Canada er et konstitutionelt monarki, er generalguvernørens opgaver først og fremmest ceremonielle og den reelle politiske magt ligger i parlamentet, der består af monarken, senatet og underhuset. I praksis er det generalguvernøren, der repræsenterer monarken, idet dog hverken generalguvernøren, den britiske monark eller den britiske regering blander sig i canadisk politik. Officielt udnævnes generalguvernøren af monarken, men dette sker altid efter indstilling fra den canadiske regering.

## Historie
Den franske kolonisering af Nordamerika blev indledt omkring 1580, men Ny Frankrig, der bl.a. omfattede store dele af det, der i dag udgør Canada, begyndte ikke at vokse før sidste halvdel af 1600-tallet. Samuel de Champlain blev omkring 1613 den første uofficielle guvernør i Ny Frankrig. I 1636 blev Charles Huault de Montmagny den første, der officielt fik de disse opgaver. Ny Frankrig blev oprindeligt administreret af Compagnie des Cent-Associés, men Ludvig XIV overtog kontrollen med kolonien i 1663 og udnævnte den første generalguvernør samme år, Augstin de Saffray de Mésy.
Frankrig mistede de fleste af sine nordamerikanske territorier, inklusive Canada, til Storbritannien efter Syvårskrigen (1756–1763). Ved kongeligt britisk dekret fra 1763 skiftede området navn til Province of Quebec samtidig med at guvernørposten blev indstiftet. Generalløjtnant Jeffrey Amherst styrede provinsen under krigens sidste år. Den første civile administrator blev James Murray, der tiltrådte i 1764. Nova Scotia og New Brunswick fortsatte som separate provinser med egne guvernører, men i 1780'erne accepterede den britiske premierminister William Pitt og hans regering idéen om at provinserne skulle styres af en fælles guvernør. Den første, der tiltrådte embedet, var Guy Carleton. Han havde imidlertid alene direkte indflydelse over Nedre Canada. Øvre Canada, New Brunswick og Nova Scotia blev styret af viceguvernører. Da Øvre og Nedre Canada blev slået sammen til Provinsen Quebec i 1840, blev kontrollen over denne liggende hos generalguvernøren.
Generalguvernørens rolle blev ændret i forbindelse med revolterne i 1837 (Rebellions of 1837). Kort efter dette oprør besluttede den britiske regering at give de canadiske provinser egne regeringer, hvilket førte til, at både generalguvernørens og viceguvernørernes roller først og fremmest blev formelle embeder, hvorimod den virkelige magt blev overført til de demokratisk valgte forsamlinger og deres premierministre. Det samme gjorde sig gældende efter, at Canadas status blev ændret til en dominion i 1867. Generalguvernøren og viceguvernørerne i provinserne fortsatte som den britiske krones lokale repræsentanter, mens den politiske magt blev delt mellem Canadas premierminister og regeringscheferne i provinsene.
Generalguvernørens rolle blev væsentligt ændret i 1920'erne og 1930'erne som følge af King-Byng-affæren. I 1926 bad den liberale premierminister William Lyon Mackenzie King generalguvernør Julian Byng om at opløse parlamentet. Generalguvernøren henviste imidlertid til valget, som var blevet afholdt blot få måneder tidligere og undlod at efterkomme anmodningen. Premierminister Mackenzie King valgte at gå af, og generalguvernør Byng udpegede herefter den konservative Arthur Meighen som ny premierminister. Blot få uger efter blev Meighens nye konservative regering mødt af et mistillidsvotum i underhuset, hvilket tvang generalguvernør Byng til at opløse parlamentet og udskrive nyvalg. Mackenzie King blev den store sejrherre ved valget og fik regeringsmagten tilbage. Forløbet gav anledning til, at generalguvernørens rolle blev omdefineret.
På en Imperial Conference senere samme år accepterede Storbritannien ved Balfourdeklarationen, at Canada og andre britiske dominions blev ligestillet med Storbritannien. Generalguvernørerne skulle herefter alene have en repræsentativ rolle i stedet for at være den britiske regerings stedfortræder, hvilket i stedet blev varetaget af en Højkommissær (The High Commissioner). Ligestillingen mellem Storbritannien og de tidligere kolonier blev forstærket i 1931, da hver dominion blev anset for et eget kongedømme, og at den britiske monark var monark over flere kongedømmer parallelt. Selv om Canada derved blev anerkendt som et selvstændigt land, var generalguvernøren også herefter brite. Etter at man gik bort fra betegnelsen "dominion", kunne den første canadiske generalguvernør, Vincent Massey, tiltræde i 1952.
Under Roland Micheners embedstid (1967–1974) gennemgik embedet en række betydelige ændringer. Han forenklede etiketten og formaliteterne, såsom skikken at bukke for generalguvernøren. Michener fortsatte dog med at bære den traditionelle tjenesteuniform, men han var den sidste, der gjorde det. Micheners rejse til Trinidad og Tobago i 1971 var det første udenlandske statsbesøg af en canadisk generalguvernør. Dette medførte imidlertid en del kontrovers om, hvorvidt det var monarken eller generalguvernøren, der er Canadas statschef. I dag er det dog alment accepteret, at generalguvernøren repræsenterer Canada i udlandet.
Generalguvernørens rolle er dog fortsat genstand for debat i Canada. Organisationer som Citizens for a Canadian Republic ("Borgere for canadisk republik") arbejder for at forandre og "demokratisere" embedet, således at Canada får en præsident på samme måde som eksempelvis i de tidligere kolonier Irland og Indien. På den andre siden har monarken og dennes repræsentant, generalguvernøren, sine tilhængere i organisationer som Monarchist League of Canada ("Canadas monarkistiske forbund"). Efter mislykkede forsøg på at reformere generalguvernørens statsretliges stilling ved bl.a. Meech Lake-overenskomsten i 1987 og Charlottetown-overenskomsten i 1992 har spørgsmålet dog ikke påkaldt sig den store interesse og er havnet i skyggen af andre spørgsmål, som eksempelvis spørgsmålet om Quebecs stilling og eventuelle løsrivelse.

## Udnævnelse
Monarken udnævner generalguvernøren efter premierministerens indstilling. I perioden 1867-1952 var alle generalguvernører britiske statsborgere og medlemmer af det britiske aristokrati. Den sidste britiske generalguvernør i Canada var Harold Alexander (1946–1952), der blev efterfulgt af den første canadiske generalguvernør Vincent Massey. Siden har alle været canadiere. Embedet går på skift mellem engelsk-canadiere og fransk-canadiere. Siden udnævnelsen i 1967 har premierministeren kun indstillet ét navn, i stedet for en liste med indstillede personer.
Generalguvernørens rolle er upolitisk, men der har ofte været tidligere politikere i embedet. Siden 1952 har tidligere diplomater, regeringsmedlemmer og leder af underhuset siddet i embedet. Den tidligere generalguvernør Adrienne Clarkson var som tidligere forfatter og programleder på TV den første uden politisk eller militær baggrund. Hun var også den første generalguvernør med asiatisk baggrund. Clarkson var den anden kvinde i embedet (den første var Jeanne Sauvé (1984–1990). Den tredje kvinde i embedet blev generalguvernør Michaëlle Jean, der tiltrådte i 2005.
Traditionelt er embedsperioden fem år, men der er forekommet tilfælde, hvor embedsperioden er blevet forlænget. Eksempelvis skulle Adrienne Clarksons embedsperiode være udløbet i 2004 men premierministeren Paul Martin vurderede, at den parlamentariske situation i underhuset med en mindretalsregering gjorde det ønskeligt med en erfaren generalguvernør, hvorfor Adrienne ble siddende. Tidligere har George Vanier og Roland Michener fået embedsperioderne forlænget under lignende omstændigheder. Generalguvernører kan også blive fritaget fra embedet, noget der indtraf, da Roméo LeBlanc forlod embedet af helbredsmæssige årsager i 1999.
Dør generalguvernøren eller forlader han eller hun landet i mere end en måned, overtager højesteretspræsidenten (Chief Justice of the Supreme Court) generalguvernørens opgaver og pligter. Dette er sket to gange tidligere i forbindelse med generalguvernørens død: I 1940 overtog Lyman Poore Duff generalguvernørens rolle og i 1967 gjorde Robert Tascheraeu det samme.

## Konstitutionelle opgaver
Som repræsentant for Canadas monark kan generalguvernøren udøve den magt, som kronen besidder, bortset fra retten til at ændre antal pladser i senatet. Når monarken er personligt til stede i landet kan denne selv udøve den magt som generalguvernøren besidder på vegne af monarken.
Det er generalguvernøren, der indkalder, refererer og opløser Canadas parlament. De parlamentariske sessioner indledes med parlamentets højtidelige åbning, hvor generalguvernøren i senatet, siddende på sin trone, læser regeringserklæringen. De folkevalgtes mandatperiode er højst fem år, og når valg skal udskrives, gøres dette af generalguvernøren, men på premierministerens anmodning.
Alle nye love vedtages i monarkens navn og for at en lov skal blive gældende ret skal den tiltrædes med et Royal Assent, hvilket sædvanligvis gives af generalguvernøren, der i teorien har tre muligheder:
- Tiltræde loven, hvorved denne anses for endeligt vedtaget.
- Undlade at tiltræde loven, hvorved lovforslaget ikke er vedtaget.
- Videresende forslaget til monarken, der herefter personligt kan tage stilling til forslaget.

Monarken kan ophæve en lov inden for to år. I praksis tiltrædes alle love vedtaget i parlamentet.
Ministre, dommere og senatorer på føderalt niveau udnævnes af generalguvernøren efter indstilling fra premierministeren. Endvidere udnævner generalguvernøren provinsernes viceguvernører, men efter indstilling fra provinsernes premierministre. Viceguvernørerne kan, som sin føderale kollega, videresende et lovforslag for provinsen til generalguvernøren. Generalguvernøren er ikke kongelig repræsentant i forholdet til Canadas territorier, hvor den føderale regeringen i stedet udnævner en kommissær som sin lokale repræsentant.
Generalguvernøren har også statsoverhovedets forpligtelser og giver statsbesøg til udlandet, tager imod udenlandske statsoverhoveder, delegater og ambassadører. Tidligere overlod ambassadører og overkommissærer fra Commonwealth sine akkreditiver til dronningen, men efter 2005 modtages disse af generalguvernøren.
Generalguvernøren er formelt øverstbefalende for landets militære styrker og befalingshaver (Colonel of the Regiment, underlagt monarken som bærer titlen Colonel-in-Chief) over Canadas tre livgarder: Govenor General's Horse Guras ("Generalguvernørens hestegarde"), Governor General's Foot Guards ("Generalguvernørens fodgarde") og Canadian Grenadier Guards ("Canadas grenadergarde").

## Eksterne links
- Wikimedia Commons har flere filer relateret til Canadas generalguvernør
- Department of Justice. (2004). Constitution Acts, 1867 to 1982, Canadas forfatning Arkiveret 21. marts 2005 hos  Wayback Machine
- The Governor General of Canada. Officiel hjemmeside (på engelsk og fransk)]
- Forsey, Eugene. (2003). «How Canadians Govern Themselves» Arkiveret 10. marts 2009 hos  Wayback Machine
- Thomas, Paul G. (2004). "Parliament, Canadian" Arkiveret 31. oktober 2009 hos  Wayback Machine